# Corypha lecomtei
Cây lá buôn hay cây lá buông, cây lá kè (tên khoa học: Corypha lecomtei), là loài thực vật có hoa thuộc họ Cau. Loài này được Paul Henri Lecomte mô tả khoa học đầu tiên năm 1917 trên cơ sở mô tả trước đó của Odoardo Beccari.

## Mô tả
Thân cây có thể cao tới 10-15 mét. Đường kính cây trung bình từ 30 cm, có thể tới 60 cm. Lá buông có dáng xòe hình quạt, to, cuống lá dài, có khi tới 8 mét. Cuống có hình máng, rãnh hơi sâu ở gốc cuống, có những răng chắc khỏe, giống răng cưa, càng già càng đen. Phần phiến lá dài tới 2,5 mét và có khi dài hơn. Thông thường cấu tạo một lá gồm khoảng 50 mảnh, nối với nhau bằng các gân lá. Khi cây trưởng thành có ra hoa, cụm hoa hình tháp dài đến 2,5 mét, có các nhánh mang nhiều quả.
Quả buông hình trái xoan, dài khoảng 4,5 cm và đường kính khoảng 2–3 cm, có vỏ dày với nội nhũ hóa sừng. Buông thường ra hoa vào tháng 3 đến tháng 9. Tất cả các bộ phận của cây đều có thể sử dụng được cho các mục đích khác nhau.

## Phân bố
Đây là cây đặc hữu của Nam Đông Dương, chủ yếu phân bố tại Campuchia, Lào, Thái Lan và Việt Nam. Tại Việt Nam, cây thường chỉ gặp ở rừng đồng bằng từ Đại Lãnh (Quảng Nam - Đà Nẵng) đến Biên Hoà (Đồng Nai và An Giang).

## Ứng dụng
Lá non, màu ngà đen, dùng để đan nhiều đồ đẹp như túi, chiếu, buồm và dùng làm vách phên. Lá sấy khô cũng từng được dùng để chép kinh văn tôn giáo. Thân cây chứa bột cọ dùng làm bánh, mỗi cây có thể cho tới 20 kg. Quả độc dùng để duốc cá, nhất là vào lúc con nước thấp (tháng 3-5) cá bắt được dùng muối mà không bị ngộ độc.